# Telefonnummer
Telefonnummer, telefoni, en maximalt 15-siffrig sekvens exklusive prefix som används för att identifiera abonnenter både nationellt och internationellt. Numrets uppbyggnad bestäms av standard E.164 tillsammans med en eller flera nummerplaner. Telefonnumret innehåller utlandsprefix, landsnummer, riktnummer samt abonnentnummer.
Ofta förknippas telefonnummer med det som tekniskt definieras som abonnentnummer, det vill säga ett telefonnummer utan riktnummer och landskoder.
Gruppnummer är en funktion inom telefoni som innebär att ett telefonnummer kan bestå av flera linjer. Vanligen slutar gruppnummer i Sverige på siffran 0 eller 5 och de är i de flesta fall inlagda i telefonväxlarna. Om gruppnumret till exempel är 12 04 50 och består av 5 ledningar (samtalsmöjligheter), så kan de egentliga ledningarna vara 12 04 51, -52, -53, -54 och -55. Vid anrop på huvudnumret letar telefonstationen upp den första lediga ledningen mellan 51 och 55. Endast om alla är upptagna ges upptagetton. Ett internt gruppnummer fungerar på samma sätt, men består då av en grupp interna anknytningar i en telefonväxel.

## Gruppering och skrivsätt

### Sverige
I Sverige grupperas telefonnummer av tradition enligt följande:
```
Nummerlängd 0+9 siffror

08-xxx xxx xx
0xx-xxx xx xx
0xxx-xx xx xx
```

```
Nummerlängd 0+8 siffror

08-xxx xx xx
0xx-xx xx xx
0xxx-xxx xx
```

```
Nummerlängd 0+7 siffror

08-xx xx xx
0xx-xxx xx
```

```
Mobilnummer 0+9 siffror

07x-xxx xx xx
[
1
]
[
2
]
```

### Nordamerika
De nummer som ingår i nordamerikanska nummerplanen (NANP) har alltid samma längd.
```
Lokalt:
xxx-xxxx
```

```
Nationellt:
(ndc)xxx-xxxx
eller, vid andra nummer än abonnentnummer (callcenters, m.m.)
1-ndc-xxx-xxxx
```

### Ryssland
I Ryssland används symbolen ~ för att ange att ton ska inväntas innan fortsatt nummertagning. Det internationella prefixen anges som 8~10.

### Storbritannien
Exempel:
```
0xx xxxx
xxxx
0xxx xxxx xxxx
0xxx xxx xxxx
0xxxx xxxxxx
```

### Tyskland
Exempel:
```
0xx yyyyyyy (riktnummer 0xx och abonnentnummer yyyyyyy)
0xx yyyyy-zz (riktnummer 0xx och abonnentnummer yyyyyzz där zz är lokal anknytning)
```

### Skrivsätt för internationell telefoni
Tidigare rekommendationer var att sätta siffror som inte ska slås vid internationell nummertagning inom parentes, men dessa parenteser ska inte anges enligt den nya, internationella standarden ITU-T E.123. Internationellt prefix ersätts med plustecken, nollan i riktnummer utelämnas och varken parenteser eller bindestreck skrivs ut. Den enda avskiljare som används är mellanslag. 
```
Exempel, svenskt (gotländskt) telefonnummer 0498-12 34 56:

+46 498 12 34 56
```